# Charlie Chan i la maledicció de la reina
Charlie Chan i la maledicció de la reina (Títol original: Charlie Chan and the Curse of the Dragon Queen) és una pel·lícula estatunidenca dirigida per Clive Donner, estrenada l'any 1981. Ha estat doblada al català.

## Argument
L'inspector jubilat Charlie Chan truca demanant ajuda a la policia de San Francisco per resoldre una sèrie d'homicidis. Assistit pel seu fill Lee, Charlie Chan porta la investigació, el principal sospitós és una dona misteriosa anomenada Dragon Queen (la reina dragó).

## Repartiment
- Peter Ustinov: Charlie Chan
- Lee Grant: la Sra. Lupowitz
- Angie Dickinson: Dragon Queen
- Richard Hatch: Lee Chan
- Brian Keith: el cap de la policia Baxter
- Roddy McDowall: Gillespie
- Rachel Roberts: la Sra. Dangers
- Michelle Pfeiffer: Cordelia Farenington

## Rebuda
La pel·lícula obté el 40% de crítiques positives, amb una nota mitjana de 5,5/10 i sobre la base de 5 crítics, al lloc Rotten Tomatoes.